# Hello Goodbye (televisieprogramma)

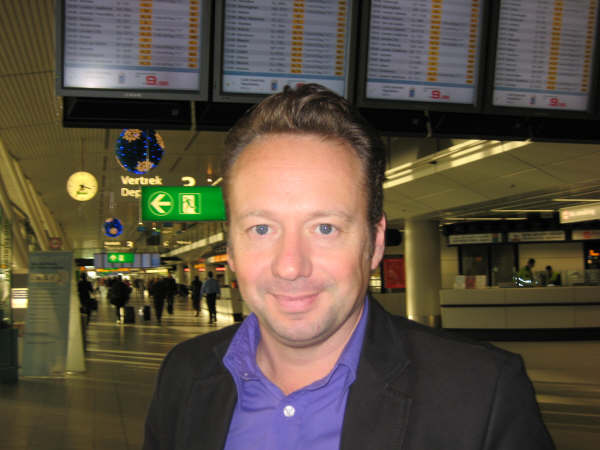
Presentator Joris Linssen op Schiphol

Hello Goodbye is een programma van de KRO-NCRV en wordt uitgezonden op NPO 2.
In het programma staat een camerateam op Luchthaven Schiphol. De presentator spreekt mensen aan die staan te wachten op een aankomst of een vertrek, op zoek naar persoonlijke verhalen over liefde, familiebanden en vriendschap. De eerste 14 seizoenen werden gepresenteerd door Joris Linssen. In 2013 stopte hij met de presentatie, omdat hij toe was aan een nieuwe uitdaging. Seizoen 15 en 16 werden gepresenteerd door Klaas Drupsteen. Op 30 april 2014 werd bekend dat Klaas Drupsteen door de NCRV van het programma is gehaald, omdat de omroep wil werken met minder presentatoren die meerdere programma’s op Nederland 1 kunnen presenteren. Klaas Drupsteen zou daar niet geschikt voor zijn, omdat hij volgens de mediadirecteur te onbekend zou zijn. Sinds 2015 is Joris Linssen weer in het programma te zien, het eerste seizoen de presentatie delend met Yvon Jaspers, maar daarna verder alleen.
Hello Goodbye werd bedacht door Dan Blazer en wordt geproduceerd door BlazHoffski. Hello Goodbye is voortgekomen uit het NCRV-programma Tuti famili dat gepresenteerd werd door Jochem van Gelder. Daar was het bezoek aan de aankomsthal van Schiphol een onderdeel van het programma. In 2004 besloot Dan Blazer een pilot op te nemen voor Hello Goodbye met Joris Linssen en sinds 2005 is het als zelfstandig programma te zien.
Het format wordt internationaal gedistribueerd door Warner Bros. International Television Production en is aan 17 landen verkocht, onder andere aan België (VTM), Spanje, Engeland, Frankrijk, Noorwegen en Brazilië.
De muziek van de serie Hello Goodbye is uitgebracht op cd, met als bonustrack een nummer van de band Joris Linssen & Caramba.
Vanaf 2024 wordt het programma uitgezonden op NPO 2, daarvoor werd het uitgezonden op NPO 1.